# Gillies’ House

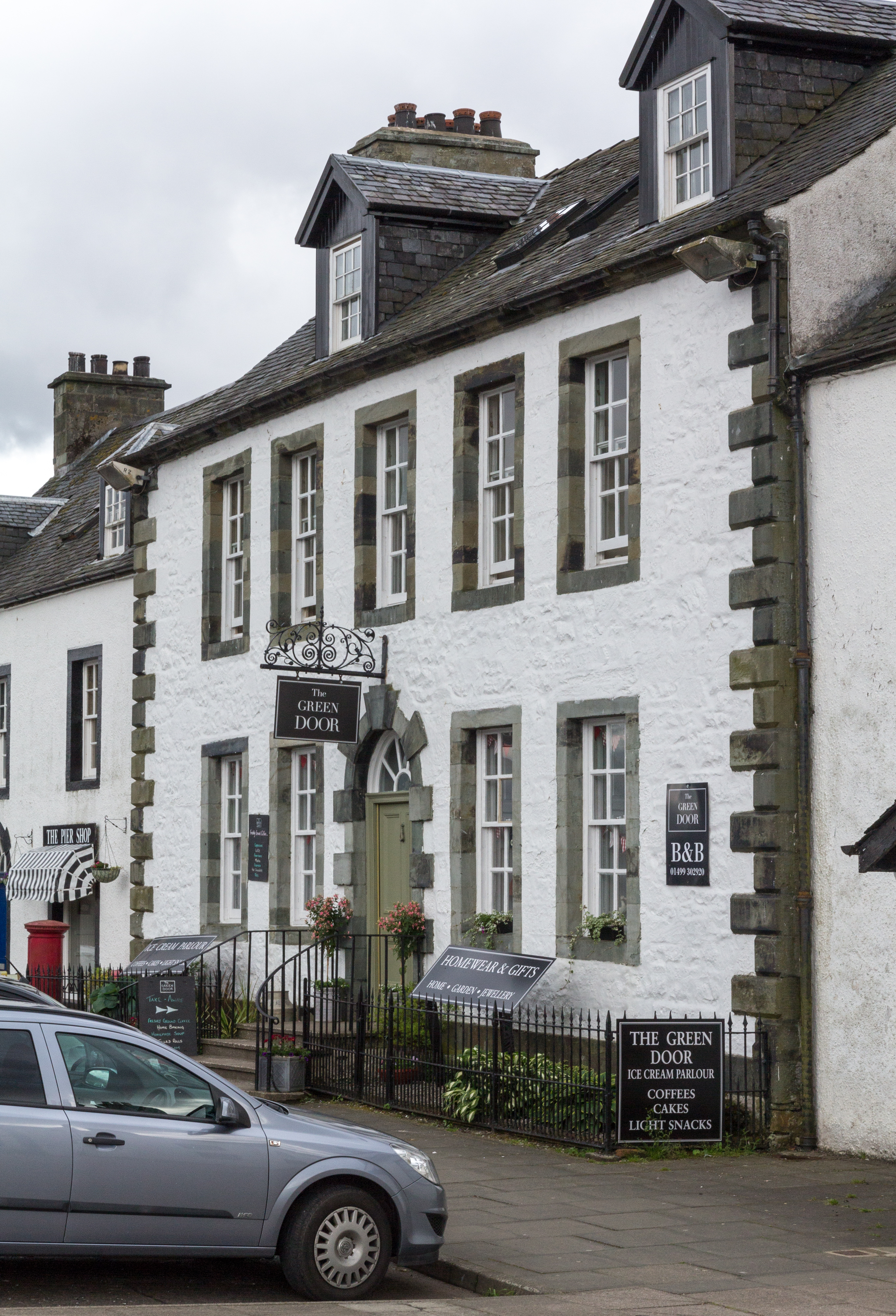
Gillies’ House

Gillies’ House ist ein Wohn- und Geschäftshaus nahe dem Ufer von Loch Fyne in der schottischen Stadt Inveraray, das gegenüber dem Schiffsanleger gelegen ist. Es handelt sich um das Mittelhaus der drei Gebäude entlang der nordöstlichen Front Street.
Der Bau des Gebäudes begann im Jahre 1759 und wurde schließlich 1760 abgeschlossen. Es basiert wahrscheinlich auf Plänen des schottischen Architekten John Adam aus dem Jahre 1754. Auftraggeber war ein Herr Richardson. Gillies’ House gehört zu den älteren Gebäuden im Kern der Planstadt Inveraray. In dem Haus war lange Jahre eine Bank untergebracht. 1966 wurde Gillies’ House in die schottischen Denkmallisten in der höchsten Kategorie A aufgenommen.

## Beschreibung
Das zweistöckige, unterkellerte Haus weist typische Merkmale der Georgianischen Architektur auf. Es wurde aus Bruchstein erbaut. Zur mittig in das Gebäude eingelassenen Eingangstür führen drei Stufen hinauf. Die Tür ist ähnlich dem benachbarten alten Pfarrhaus von einem abgesetzten Zierbogen überspannt. Sie ist symmetrisch in fünf Achsen von Sprossenfenstern umgeben. An der Frontseite erhellen zwei Dachgauben mit Satteldächern die Räume des Dachgeschosses. Die Gebäudekanten sind mit abgesetzten Ecksteinen verziert. Rückwärtig befindet sich ein halbrunder Turm, der direkt an das Gebäude anschließt. Gillies’ House schließt mit einem schiefergedeckten Satteldach ab.